# Steelville
Steelville é uma cidade localizada no estado americano de Missouri, no Condado de Crawford.

## Demografia
Segundo o censo americano de 2000, a sua população era de 1429 habitantes.
Em 2006, foi estimada uma população de 1451, um aumento de 22 (1.5%).

## Geografia
De acordo com o United States Census Bureau tem uma área de
6,7 km², dos quais 6,7 km² cobertos por terra e 0,0 km² cobertos por água. Steelville localiza-se a aproximadamente 317 m acima do nível do mar.

## Localidades na vizinhança
O diagrama seguinte representa as localidades num raio de 28 km ao redor de Steelville.